# أكوشينت (ماساتشوستس)
أكوشينت، ماساتشوستس  (بالإنجليزية: Acushnet, Massachusetts)‏ هي بلدة تقع في مقاطعة بريستول (ماساشوستس) بولاية ماساتشوستس في الولايات المتحدة. تأسست عام 1659، تبلغ مساحتها 49.1 (كم²)، وترتفع عن سطح البحر 22 م، بلغ عدد سكانها 10303 نسمة في عام تعداد الولايات المتحدة 2010 حسب إحصاء مكتب تعداد الولايات المتحدة وتصل الكثافة السكانية فيها 216 نسمة/كم2.

## أعلام
- لمويل وليامز
- كليمنت ناي سويفت

## وصلات خارجية
- www.acushnet.ma.us